# Єва Діксон
Єва Ліндстрем, у шлюбі Діксон (8 березня 1905 — березень 1938) — шведська мандрівниця, автолюбителька, льотчиця, військова кореспондентка та письменниця. Перша жінка, яка перетнула Сахару на автомобілі. Перша ралістка у Швеції (1925) та третя жінка, що отримала ліцензію пілота у Швеції (1923).

## Біографія
Дочка успішного шведського підприємця Альберта Ліндстрема, який займався конярством. У 1925 році одружилася з ралістом Олофом Діксоном. Шлюб розпадається у 1933 році.
У 1932 році у Кенії познайомилася з бароном Брор фон Бліксен-Фінеке і почала з ним стосунки. Цього року на спір вона переїхала на автомобілі з Найробі до Стокгольма, ставши першою жінкою, що перетнула Сахару на авто.
У 1934 році повернулася в Кенію з Брором Бліксеном, де брала участь у різних наукових експедиціях. Наступного року вони об'їздили Ефіопію під час Абіссинської кризи, де Єва Діксон працювала військовою кореспонденткою шведської газети.
У 1936 році одружилася з Бліксеном у Нью-Йорку. Провели медовий місяць, плаваючи навколо Куби та Багамів з друзями Ернестом Гемінґвєм та Мартою Геллгорн.
3 червня 1937 року Єва Діксон почала автомобільну мандрівку з Стокгольма до Пекіна за маршрутом Шовкового шляху, мріючи стати першою людиною, яка проїхала Шовковим шляхом на автомобілі самотужки. Без супутників проїхала через Німеччину, Польщу, Румунію, Туреччину, Сирію та Іран. Після досягнення Афганістану їй порадили об'їздити через Індію, оскільки її передбачуваний маршрут вважався надто небезпечним для самотньої жінки. Доїхавши до Калькутти, Діксон захворіла.
Під час перебування у лікарні вона дізналася, що у Китаї почалася Друга японсько-китайська війна. З огляду на це, а також на поганий стан здоров'я та фінансові труднощі, Діксон вирішила повернутися в Європу. У березні 1938 року поблизу Багдада вона не вписалася у крутий поворот і загинула в аварії. Її тіло перевезли до Стокгольма, де поховали 22 квітня 1938 року.